# Armoricaine (race bovine)
L’armoricaine est une race bovine française.

## Origine

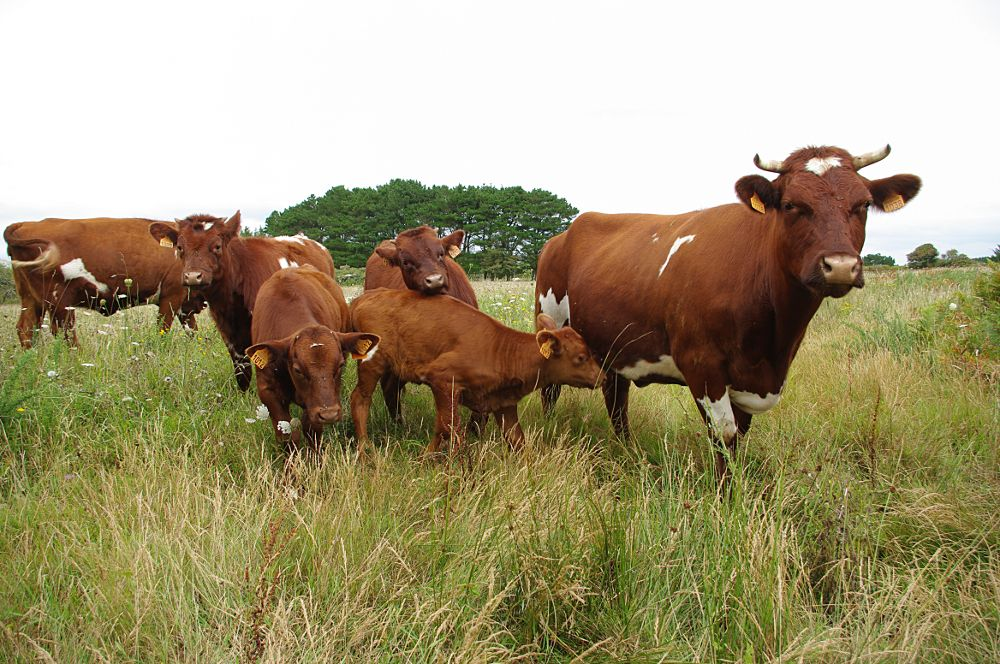
Troupeau Armoricain

### Historique
Elle est née en Bretagne au XIXe siècle vers 1840. Un éleveur breton achète un taureau de la race britannique durham (nom actuel : shorthorn) à l'école vétérinaire de Maisons-Alfort. Il est vite imité par de nombreux éleveurs du nord de la Bretagne, séduits par l'augmentation de gabarit des veaux croisés froment du Léon × durham. La mode de ces croisements gagne ensuite l'intérieur des terres où la race se métisse avec la pie rouge de Carhaix ou bretonne pie rouge. Les avantages en termes de précocité, d'aptitude à l'engraissement tout en ayant une production laitière correcte pour l'époque sont des arguments de poids pour les éleveurs. De ses ancêtres, elle a gardé la rusticité des races bretonnes, mais elle doit son format à l'influence de la race britannique. Elle devient une race de Bretagne centrale (monts d'Arrée, Pontivy, Loudéac) où elle élimine la bretonne pie rouge par absorption, le sud étant dévolu à la bretonne pie noir et le nord à la froment du Léon.
Au début du XXe siècle, les éleveurs de la race métisse se fédèrent et nomment leur vache « armoricaine ». Leur coopération aboutit à l'ouverture du herd-book, le registre généalogique de la race armoricaine. En 1934, la race compte 360 000 individus.
Dans les années, 1950, les décideurs agricoles veulent réduire le nombre de races bovines françaises; un sénateur de la Mayenne, Louis Fourmond, propose de fusionner les races armoricaines et rouge des prés, toutes deux fortement influencées par le métissage durham. En 1963, naît la fédération rouge de l'ouest. Les éleveurs de l'armoricaine souhaitent aussi améliorer le potentiel laitier: des génisses MRY (pie rouge de Hollande et deutsches rotbunte allemande) sont achetées et de la semence de même origine est utilisée sur trois campagnes en insémination artificielle. Le but est de faire adhérer la race à une grande race pan-européenne, résultant de la fusion de la MRY et de la deutsches rotbunte allemande (projet pie rouge européenne des plaines). À partir de 1966, le troupeau reçoit un apport massif de MRY  pour améliorer ses performances laitières. En 1969, un concours de la race réunit des animaux des deux bassins de production (Armorique et Maine-Anjou). Devant la disparité (rouge des prés pure race d'un côté et métis très marqué MRY de l'autre) les deux groupements d'éleveurs décident de garder chacun sa race. La rupture est consommée en 1970. La scission devient l'acte fondateur de la race pie rouge des plaines française. Une structure crée un registre généalogique qui regroupe les animaux de race armoricaine, MRY, rotbunte et du croisement entre eux. 
Quelques éleveurs qui croient encore dans la race armoricaine ne trouvent alors plus de semence armoricaine pour inséminer leur troupeau. L'effectif chute très vite : des 200 000 individus en 1963, il ne reste que 101 femelles en 2000.
En 1978, un premier recensement des races menacées de disparition est opéré. À cette époque, les chercheurs en génétique commencent à déclarer que le maintien d'une forte variabilité génétique est une réserve pour de potentiels croisements dans le futur. En Bretagne, la bretonne pie noir faisait déjà partie d'un programme de préservation, mais l'enquête montre que les races armoricaines et froment du Léon existent toujours. Les recherches administratives découvrent l'existence de la semence congelée de quatorze taureaux armoricains. Elles sont mises à disposition des éleveurs demandeurs. L'ITEB (aujourd'hui institut de l'élevage) reprend le registre et commence à y inscrire tous les troupeaux de race pure armoricaine. Cependant, des grains de sable viennent enrayer les rouages de la sauvegarde : l'âge des éleveurs d'armoricaine, majoritairement proches de la retraite, l'âge des vaches non renouvelées pour garder la race pure, l'embonpoint de certaines vaches peu fertiles et la méfiance des éleveurs résistants à la disparition de leur race qui suspectent une seconde manœuvre d'absorption de leur race. 
En 1981, seulement 47 vaches sont inscrites et une seule naissance en race pure enregistrée. En fin de compte, seuls trois éleveurs inséminent leur troupeau de vaches âgées avec la semence retrouvée. Au fil des années, des jeunes étudiants agricoles découvrent cette race et les effectifs remontent doucement. De nouveaux jeunes taureaux sont testés et sélectionnés et la découverte de la semence congelée de deux nouveaux mâles vient à point pour enrayer un prévisible problème de consanguinité.  Le travail de sélection de nouveaux jeunes taureaux est très long: les femelles sont âgées et il est difficile de choisir parmi elles les meilleures mères à taureau. Le rajeunissement progressif du troupeau y contribue cependant au cours des années 1990.
On constate un net redressement des effectifs au cours des années 2010-2020, avec 856 femelles en 2021 pour 135 propriétaires. En 2022, l'association des éleveurs de la race armoricaine en partenariat avec la Fédération des Races de Bretagne,  réalise une enquête sur la qualité de la viande. En 2023, un concours est organisé à Saint-Brieuc : c'est le premier depuis 1963.

### Effectifs et aire de répartition

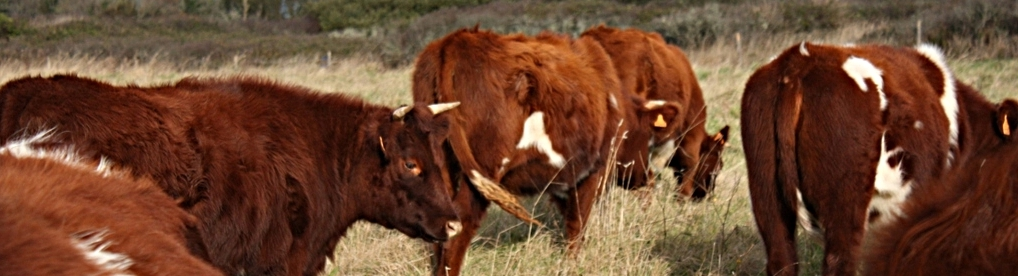
Troupeau d'armoricaines

Elle est aujourd'hui à nouveau présente au catalogue des races françaises et bénéficie d'un programme de préservation. Les effectifs sont en forte progression. En 2005, les effectifs tournent autour de 240 individus, 92 vaches reproductrices et 15 taureaux. En 2007, on atteint les 147 femelles et au 1er janvier 2021, il y avait 856 femelles pour 135 éleveurs.
L'insémination artificielle est aujourd'hui possible, mais la race reste en danger d'extinction.
Elle est inscrite à l'organisme de sélection des races bovines locales à petits effectifs (RBLPE).

## Morphologie

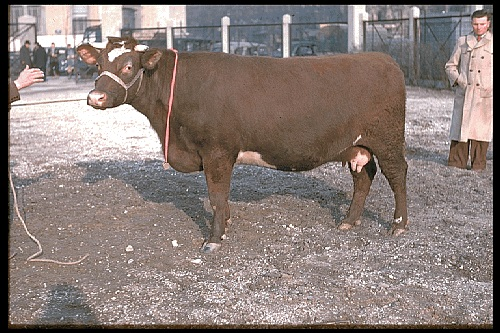
Vache Armoricaine, années 1950, Concours agricole de Paris

Elle porte une robe rouge au poil fourni, tachetée de blanc au niveau du ventre. Les muqueuses sont claires et le bout de la queue est blanc. Ses cornes claires en croissant sont tournées vers l'avant. Son cou est épais et dénué de fanon. La vache pèse 650 kg pour une taille de 1,38 m.  

## Qualités

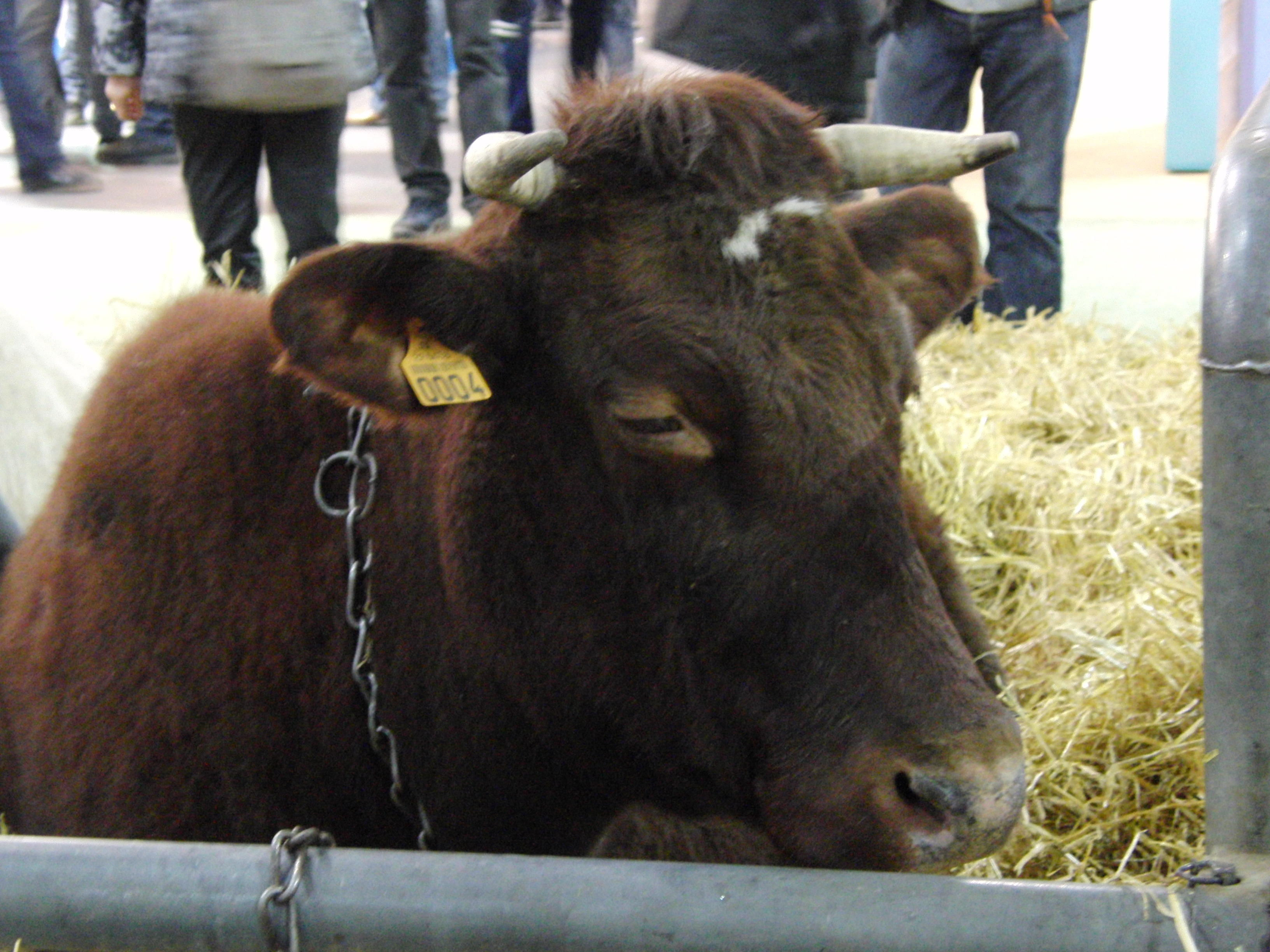
Vache armoricaine au salon de l'agriculture.

C'est une race mixte qui produit 4 500 litres de lait sur une lactation qui s'étale sur 305 jours. 
Les vaches peuvent aussi être conduites en vache allaitantes. Les jeunes veaux sont musclés, leur squelette fin mais solide, donnant à la vente à l'abattoir des carcasses bien conformées. Leur vitesse de croissance et la qualité de leur viande sont reconnus.
Cette race se montre facile à engraisser. Elle est rustique en zone de maigres pâturages. Généralement décrite comme douce et docile, elle peut se montrer colérique selon Daniel Babo. Race métissée à l'origine, elle s'est parfaitement intégrée à son environnement breton, et possède une forte identité régionale.